# Thủ tướng România
Thủ tướng România (tiếng Romania: Prim-ministrul Guvernului României) là người đứng đầu Chính phủ România. Ban đầu, văn phòng được phong là Chủ tịch Hội đồng Bộ trưởng (tiếng România: Președintele Consiliului de Miniștri), khi thuật ngữ "Chính phủ" bao gồm nhiều hơn Nội các, và Nội các được gọi là Hội đồng Bộ trưởng (Consiliul de Miniștri). Tiêu đề đã chính thức được thay đổi thành Thủ tướng bởi Hiến pháp România năm 1965 trong chế độ cộng sản.
Thủ tướng hiện tại là Viorica Dăncilă.

## Lịch sử
Ban đầu là Chủ tịch Hội đồng Bộ trưởng, văn phòng được thành lập lần đầu tiên vào năm 1862 dưới triều đại của Hoàng tử Alexandru Ioan Cuza. Cuza, không giống như các vị vua khác trong thời đại của ông, không phải là một người cai trị di truyền. Năm 1859, ông được bầu làm Hoàng tử xứ Wallachia và Hoàng tử Moldavia trong hai cuộc bầu cử riêng biệt, do đó trên thực tế đã thống nhất hai vị hiệu trưởng. Đến năm 1862, ông đã hợp nhất hoàn toàn hai chính quyền thành một chính phủ duy nhất có thủ đô tại Bucharest, quốc gia mới mang tên România, nhưng liên minh có nguy cơ bị giải thể sau khi chấm dứt sự cai trị của ông. Một người tự do, ủng hộ hai dự án cải cách vĩ đại được hình dung bởi những người tự docủa thời đại (cải cách bầu cử và nông nghiệp), Cuza đã không công khai tán thành sở thích chính trị của mình hoặc giữ vị trí lãnh đạo của một phe phái, thích giữ văn phòng của Hoàng tử trung lập về chính trị. Để trao cho đất nước một chính phủ chính trị, Cuza đã thành lập văn phòng Thủ tướng và đưa lên nắm quyền lãnh đạo phe bảo thủ, Barbu Catargiu.
Trong những năm đầu tiên sau khi thành lập, văn phòng nắm giữ quyền lực đáng kể, có thể thách thức ý chí của Hoàng tử và cùng với một Hội đồng Lập pháp gồm chủ yếu là những người bảo thủ và phản động, chính phủ bảo thủ của Catargiu đã có thể trì hoãn việc áp dụng một số cải cách. Thất vọng vì sự phản đối của chính phủ đối với các cải cách và không thể làm việc với một Hội đồng bị chi phối bởi các thế lực phản động do tính chất kiểm duyệt của hệ thống bầu cử, Cuza đã phát động một cuộc đảo chính, sau đó là một cuộc trưng cầu dân ý về hiến pháp thay thế Công ước Paris, một hành động đóng vai trò là hiến pháp của đất nước, với phiên bản của chính ông có tên là Đạo luật mở rộng Công ước Paris (tiếng România: Statutul dezvoltător al Simplției de la Paris). Hiến pháp mới đã tạo ra Thượng viện để phục vụ các mục đích lập pháp của Cuza và giao cho văn phòng của Hoàng tử với toàn quyền hành pháp, trong khi Thủ tướng vẫn là cấp dưới của mình. Mặc dù Cuza bây giờ có quyền lực toàn thể, văn phòng Thủ tướng vẫn có ảnh hưởng và Mihail Kogălniceanu, Thủ tướng thứ 3, một đồng minh tự do và trước đây của Cuza thường đụng độ với ông.
Sau khi Cuza bị đảo chính vào năm 1866 bởi một liên minh được thành lập bởi cả hai thành viên của phe tự do và bảo thủ, các lực lượng chính trị thời đó đã giải quyết hai mục tiêu: đưa một hoàng tử nước ngoài từ một gia đình quý tộc châu Âu lên ngai vàng và soạn thảo một hiến pháp tự do. Hiến pháp năm 1866 xác nhận rằng Thủ tướng phục vụ trong sự hài lòng của Hoàng tử, sau này có thể bổ nhiệm và bãi nhiệm người cũ bất cứ lúc nào và vì bất kỳ lý do gì. Tuy nhiên, Thủ tướng vẫn giữ ảnh hưởng đáng kể.
Sau Thế chiến I dẫn đến việc thành lập Greater România, một hiến pháp khác đã được soạn thảo vào năm 1923 để phản ánh những thay đổi mà nhà nước România đã trải qua kể từ Hiệp ước Versailles và Hiệp ước Trianon. Hiến pháp mới đã giới hạn quyền lực của Nhà vua, trao quyền lực hành pháp hoàn toàn trong Thủ tướng và Nội các của ông, người hiện đang cai trị dưới tên Vua sau khi bổ nhiệm ông.Hiến pháp mới cũng thực hiện những bước đầu tiên hướng tới sự kiểm soát của quốc hội đối với chính phủ, quy định rằng một trong hai phòng có thể đưa các bộ trưởng bị buộc tội ra tòa.